# Переопределённая система
Переопределённая система — система, число уравнений которой больше числа неизвестных.
Для однозначного решения линейной системы уравнений нужно иметь n уравнений при n переменных величинах. Если уравнений меньше, чем число переменных величин, то такая система не определена (или несовместна, см. следствие 2 в Метод Гаусса). Также система n (или больше) уравнений может быть недоопределена, если некоторые уравнения не поставляют никакую дополнительную независимую от других уравнений информацию.
В силу частого отсутствия точного решения переопределённых систем (при не нулевом шуме), на практике принято вместо него отыскивать вектор, наилучшим образом удовлетворяющий всем уравнениям, то есть минимизирующий норму невязки системы в какой-нибудь степени. Этой проблеме посвящён отдельный раздел математической статистики — регрессионный анализ. Наиболее часто минимизируют квадрат отклонений от оцениваемого решения. Для этого применяют так называемый метод наименьших квадратов.